# Grammy Awards 1963
La 5ª edizione dei Grammy Awards si è svolta il 15 maggio 1963.

## Vincitori e candidati

### Categorie principali

#### Registrazione dell'anno
- I Left My Heart in San Francisco - Tony Bennett
- Desafinado - Stan Getz e Charlie Byrd
- Fly Me to the Moon - Joe Harnell
- I Can't Stop Loving You - Ray Charles
- What Kind Of Fool Am I? - Sammy Davis Jr.

#### Canzone dell'anno
- What Kind Of Fool Am I?, scritta da Leslie Bricusse e Anthony Newley, cantata da Sammy Davis Jr.
- As Long as He Needs Me, scritta da Lionel Bart, cantata da Shirley Bassey
- I Left My Heart in San Francisco, scritta da Douglas Cross e George Cory, cantata da Tony Bennett
- My Coloring Book, scritta da John Kander e Fred Ebb, cantata da Sandy Stewart
- The Sweetest Sounds,scritta da Richard Rodgers, cantata da Artisti Vari

#### Album dell'anno
- The First Family - Vaughn Meader[1]
- I Left My Heart in San Francisco - Tony Bennett
- Jazz Samba - Stan Getz e Charlie Byrd
- Modern Sounds in Country and Western Music - Ray Charles
- My Son, the Folk Singer - Allan Sherman

#### Miglior artista esordiente
- Robert Goulet
- The Four Seasons
- Vaughn Meader
- The New Christy Minstrels
- Peter, Paul and Mary
- Allan Sherman

### Pop

#### Miglior interpretazione vocale femminile
- Ella Fitzgerald - Ella Swings Brightly with Nelson
- Diahann Carroll - No Strings
- Lena Horne - Lena...Lovely and Alive
- Peggy Lee - I'm a Woman
- Ketty Lester - Love Letters
- Sandy Stewart - My Coloring Book
- Pat Thomas - Slightly Out of Time

#### Miglior interpretazione vocale maschile
- Tony Bennett - I Left My Heart in San Francisco
- Mel Tormé - Comin' Home Baby!
- Ray Charles - I Can't Stop Loving You
- Anthony Newley - What Kind of Fool Am I?
- Sammy Davis Jr. - What Kind of Fool Am I and Other Show-Stoppers

#### Miglior interpretazione vocale di un gruppo
- If I Had a Hammer - Peter, Paul and Mary

#### Miglior registrazione rock 'n' roll
- Alley Cat - Bent Fabric

### R&B

#### Miglior interpretazione R&B
- Ray Charles – I Can't Stop Loving You
- B. Bumble and the Stingers – Nut Rocker
- Bobby Darin – What'd I Say
- Little Eva – The Loco-Motion
- Mel Tormé – Comin' Home Baby
- Sam Cooke – Bring It On Home to Me